# Vissershuldeplein

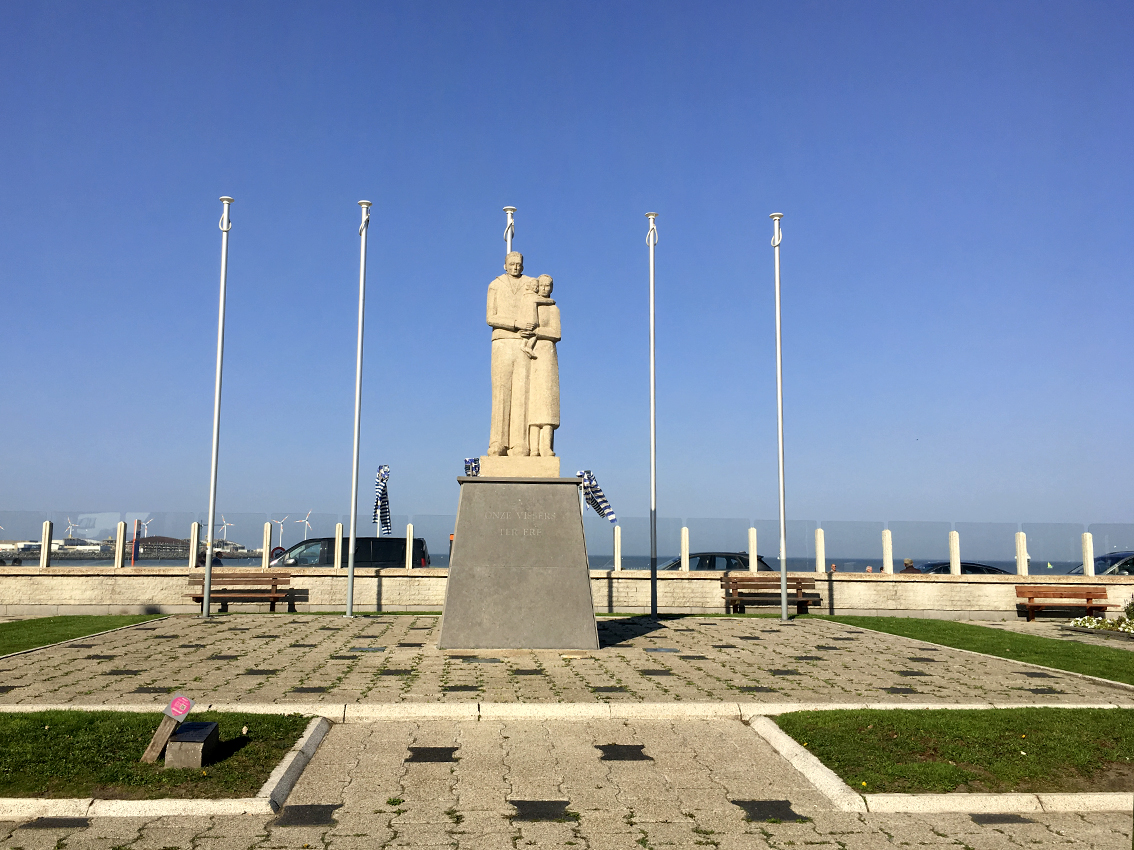
Het Vissershuldeplein in Heist-aan-zee

Het Vissershuldeplein is een van de twee openbare pleinen op de zeedijk van Heist-aan-zee.

## Geschiedenis
Sedert 1880 was er aan de westkant van de zeedijk een ruime open plaats tussen de bebouwing die de Place Publique werd genoemd.
Rond 1903 kreeg de plaats een officiële naam, het Iweinsplein, naar de eigenaar van een aanpalend pand.
In 1920 werd het plein heraangelegd met een miniatuurgolf, afgeschermd door sierlijke paravents (windschermen) met een metalen geraamte, spitse pinakels in de nok en een zadeldak met geglazuurde tegels naar Blankenbergs model.
Tijdens de oorlog was de paravent zwaar beschadigd en in de jaren 1950 werd het plein heringericht met andere windschermen. De verwoeste minigolf werd vervangen door een grote fontein die door de plaatselijke bevolking het Puteplein werd genoemd, of ook nog de puutjes omwille van de verschillende kikkerfiguren die de fontein sierden.
Het vissersmonument van André Taeckens verving de oude fontein en werd op 15 augustus 1964 plechtig ingehuldigd. Op dat moment kreeg het plein ook zijn huidige naam van Vissershuldeplein. Op de voet van het beeld staat de tekst "Onze vissers ter ere".
In 1977 werd naast het plein een tunnel van de zeedijk onder de Elizabetlaan getrokken.
In het kader van de uitgebreide werken die vanaf 2020 aan de Heistse doorgang worden uitgevoerd is er in de heraanleg van het Vissershuldeplein voorzien dat het terug een soort modernistische paravent-boulevard zou krijgen.

## Foto’s van het Vissershuldeplein

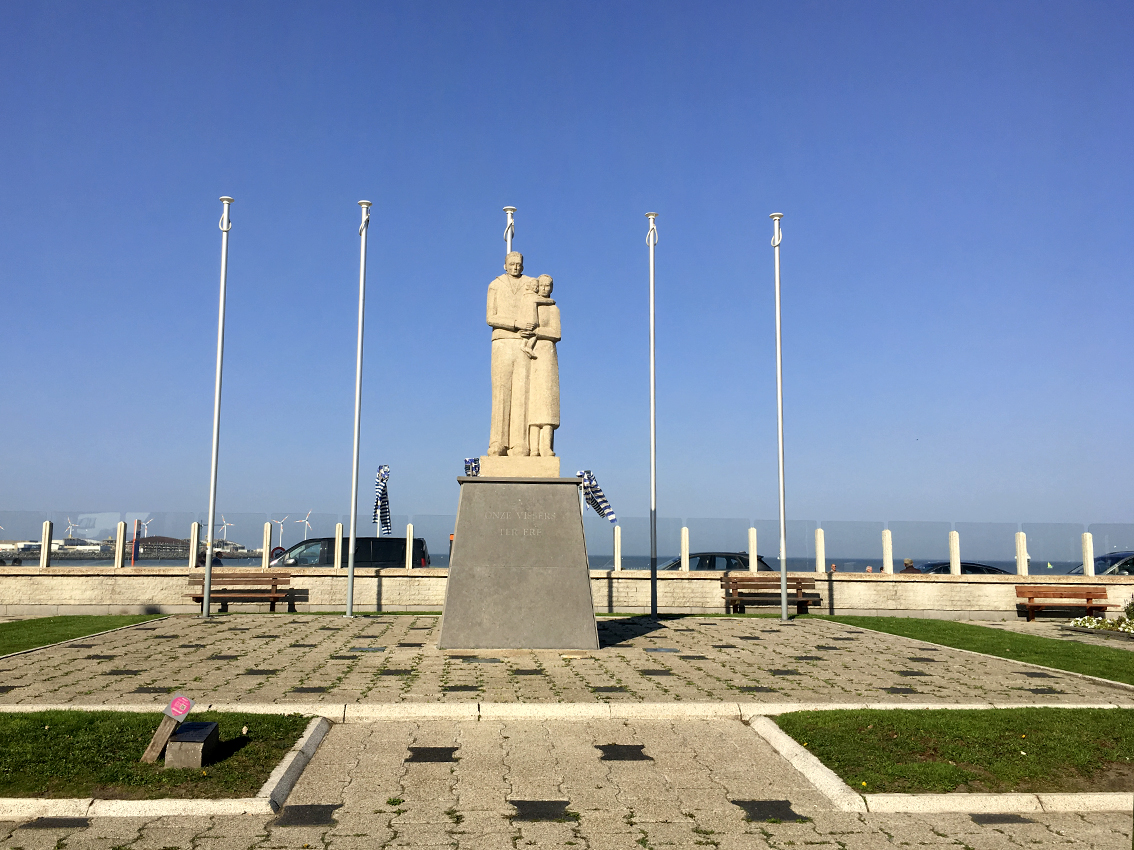
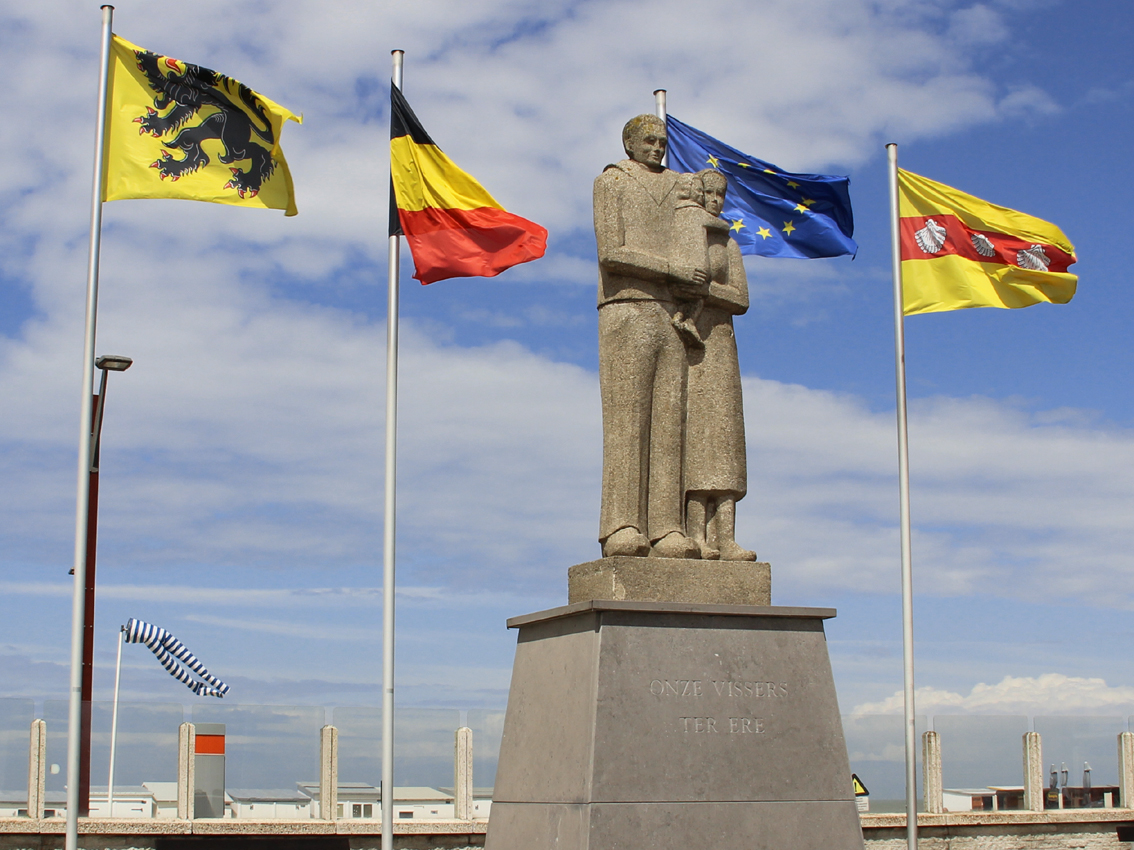